# 木贾街道
木贾街道，是中华人民共和国贵州省黔西南布依族苗族自治州兴义市下辖的一个乡镇级行政单位。

## 行政区划
木贾街道下辖以下地区：
木贾社区、东贡社区、干沟村、活跃村和枫塘村。